# ムーンシャイン (コラージュのアルバム)
『ムーンシャイン』（Moonshine）は、ポーランドのプログレッシブ・ロック・バンド、コラージュが1994年に発表したスタジオ・アルバム。オリジナル曲による新録音のアルバムとしては、デビュー作『Baśnie』（1990年）以来の作品に当たる。

## 解説
「ウィングズ・イン・ザ・ナイト」のデモ・テープがオランダのレーベル「SIミュージック」に認められたことから、バンドはSIとの契約を得た。本作は1994年の4月から6月にかけてオランダのヘーゼでレコーディングされ、その後、母国ポーランドでミキシングが行われた。
全曲とも英語詞で歌われている。収録曲のうち「ラヴリィ・デイ」と「ザ・ブルーズ」は、1992年の録音が1995年発売のコンピレーション・アルバム『Changes』に収録されている。
Cesar Lanzariniはオールミュージックにおいて5点満点中4.5点を付け「全曲とも巧みに構築されており、内省的でメロディックでシンフォニックな感触に満ちている」「『ムーンシャイン』には音楽的な新しさはないが、それでもプログレッシブ・ロック界における最も注目すべきアルバムの一つである」と評している。
2003年にMetal Mind Productionsから発売されたリマスターCDはエンハンスト仕様となっており、オリジナル盤には未収録だったボーナス・トラック「Almost There」に加えて、「ザ・ブルーズ」と「ウィングズ・イン・ザ・ナイト」のミュージック・ビデオも収録された。また、2009年には、本作のリマスターCDとアルバム『Changes』のリマスターCDを抱き合わせた2枚組CDも発売されている。

## 収録曲
1. ヒーローズ・クライ - "Heroes Cry" - 6:39
  - 作詞：ヴォイテック・シャドコフスキー／作曲：ヴォイテック・シャドコフスキー、クシシュトフ・パルチェフスキー、ミレク・ギル、Zbigniew Bieniak
2. イン・ユア・アイズ - "In Your Eyes" - 14:04
  - 作詞：ヴォイテック・シャドコフスキー／作曲：ヴォイテック・シャドコフスキー、ミレク・ギル
3. ラヴリィ・デイ - "Lovely Day" - 5:10
  - 作詞：ロバート・アミリアン／作曲：ミレク・ギル
4. リヴィング・イン・ザ・ムーンライト - "Living in the Moonlight" - 4:43
  - 作詞：ヴォイテック・シャドコフスキー／作曲：クシシュトフ・パルチェフスキー、Zbigniew Bieniak
5. ザ・ブルーズ - "The Blues" - 7:16
  - 作詞：ヴォイテック・シャドコフスキー／作曲：ミレク・ギル
6. ウィングズ・イン・ザ・ナイト - "Wings in the Night" - 11:11
  - 作詞・作曲：ヴォイテック・シャドコフスキー
7. ムーンシャイン - "Moonshine" - 12:49
  - 作詞：ヴォイテック・シャドコフスキー／作曲：ミレク・ギル、ヴォイテック・シャドコフスキー
8. ウォー・イズ・オーヴァー - "War Is Over" - 5:29
  - 作詞：ロバート・アミリアン／作曲：ヴォイテック・シャドコフスキー、ロバート・アミリアン

### 2003年リマスターCDボーナス・トラック
1. "Almost There"

## 参加ミュージシャン
- ロバート・アミリアン - ボーカル、ギター、アコースティック・ギター、マンドリン
- ミレク・ギル - ギター、アコースティック・ギター
- クシシュトフ・パルチェフスキー - キーボード
- ピョートル・ヴィットコフスキー - ベース、アコーディオン
- ヴォイテック・シャドコフスキー - ドラムス